# Tamarind indický

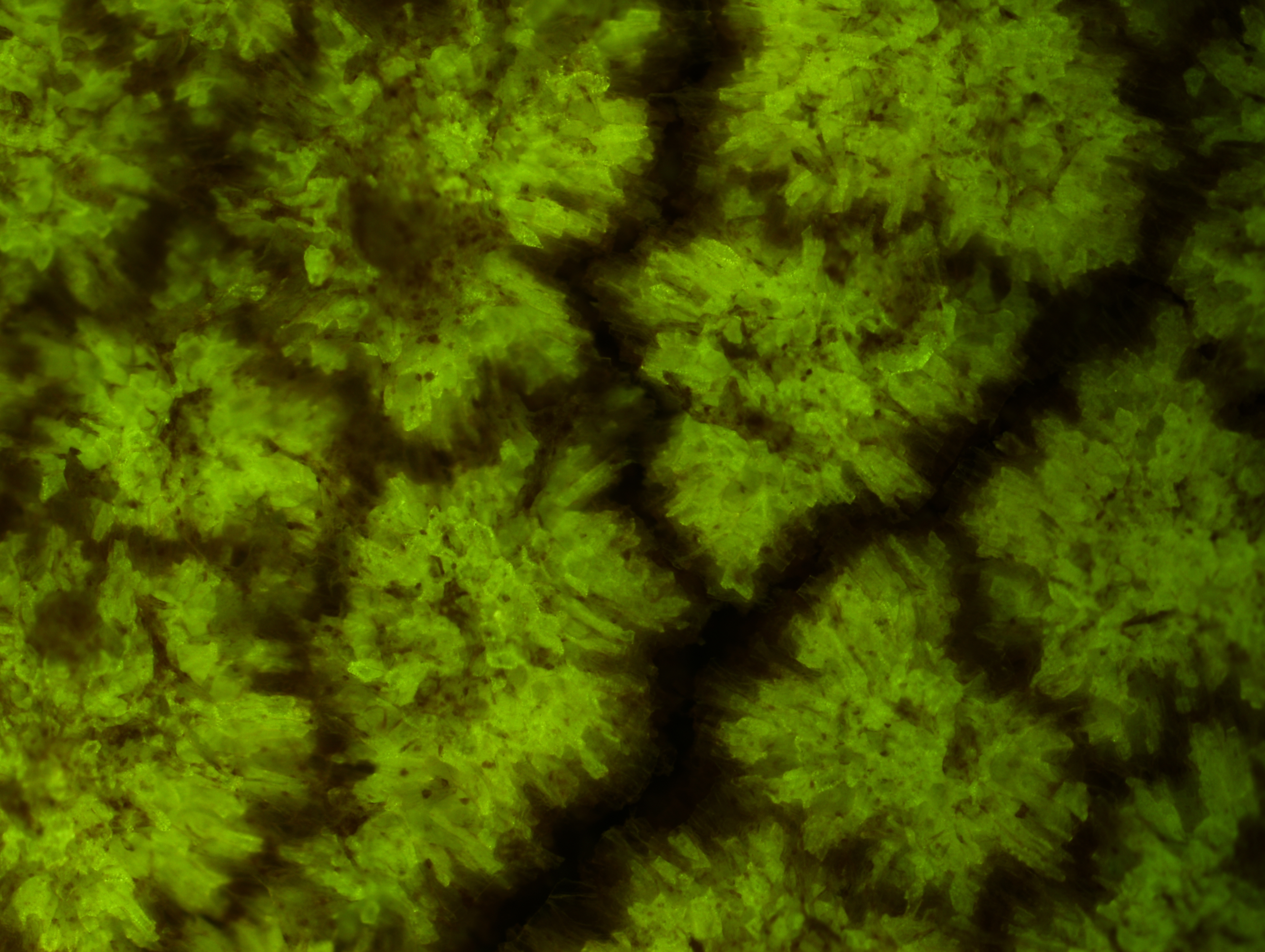
Vnitřní povrch slupky plodu, foceno pod fluorescenčním mikroskopem.

Tamarind indický (Tamarindus indica) je jediný druh rodu tamarind. Je to stálezelený tropický strom pocházející z Afriky a pěstovaný v tropech celého světa. Vyznačuje se zpeřenými listy a jemně zaškrcovanými plody. Dužnina plodů slouží jako potravina, strom však poskytuje mnohostranný užitek.

## Popis
Tamarind je stálezelený nebo poloopadavý strom dorůstající výšky 10 až 15, výjimečně až 25 metrů a průměru kmene 30 až 50 cm. Kůra je tmavě šedá, nepravidelně podélně rozpukaná. Listy jsou zpeřené s asi 10 až 20 páry lístků. Květenství jsou hrozny nebo laty hroznů a vyvíjejí se na konci větévek. Listeny a listence jsou červenavě zbarvené a často opadavé. Květy jsou drobné, stopkaté, světle žluté a červeně žíhané. Kalich je srostlý, se 4 laloky a s kališní trubkou vyrůstající na kuželovitém receptákulu. Korunních lístků je 5, horní 3 jsou si podobné, dobře vyvinuté, spodní 2 redukované na pouhé šupinky. Tyčinky jsou 3, srostlé v prohnutou trubičku a s krátkými volnými nitkami. Mimo plodných tyčinek bývají přítomna i 2 zakrnělá staminodia. Semeník je stopkatý, srostlý s kališní trubkou, s dlouhou čnělkou zakončenou hlavatou bliznou a s mnoha vajíčky. Plod je podlouhlý, zploštělý, mírně nepravidelně zaškrcovaný, nepukavý, na povrchu tuhý, uvnitř dužnatý, 5 až 14 cm dlouhý. Semen bývá 3 až 14, jsou hnědá, zploštělá, lesklá, v plodu oddělená přehrádkami.

## Rozšíření
Za oblast původního výskytu tamarindu jsou považovány sušší oblasti subsaharské Afriky. V současnosti je pěstován v tropech celého světa, zejména však v Indii. Tamarindu se dobře daří v oblastech se sezónním obdobím sucha a je dobře přizpůsoben růstu na savanách a na chudých půdách v nížinách tropů. Často roste zplanělý na březích potoků a řek a hojně se vyskytuje v blízkosti termitišť. Nedaří se mu v oblastech s hojnými dešti a monzunovými lijáky.

## Taxonomie
Rod Tamarindus je v současné taxonomii čeledi bobovité řazen spolu s dalšími asi 83 rody do podčeledi Detarioideae.

## Obsahové látky
Listy tamarindu obsahují flavonové glykosidy – orientin, vitexin, iso-orientin a iso-vitexin. V listech i plodech je přítomna kyselina tartarová a jablečná. V dřeni plodů jsou obsaženy aminokyseliny serin, beta-alanin, prolin, fenylalanin, leucin a kyselina pipekolová.

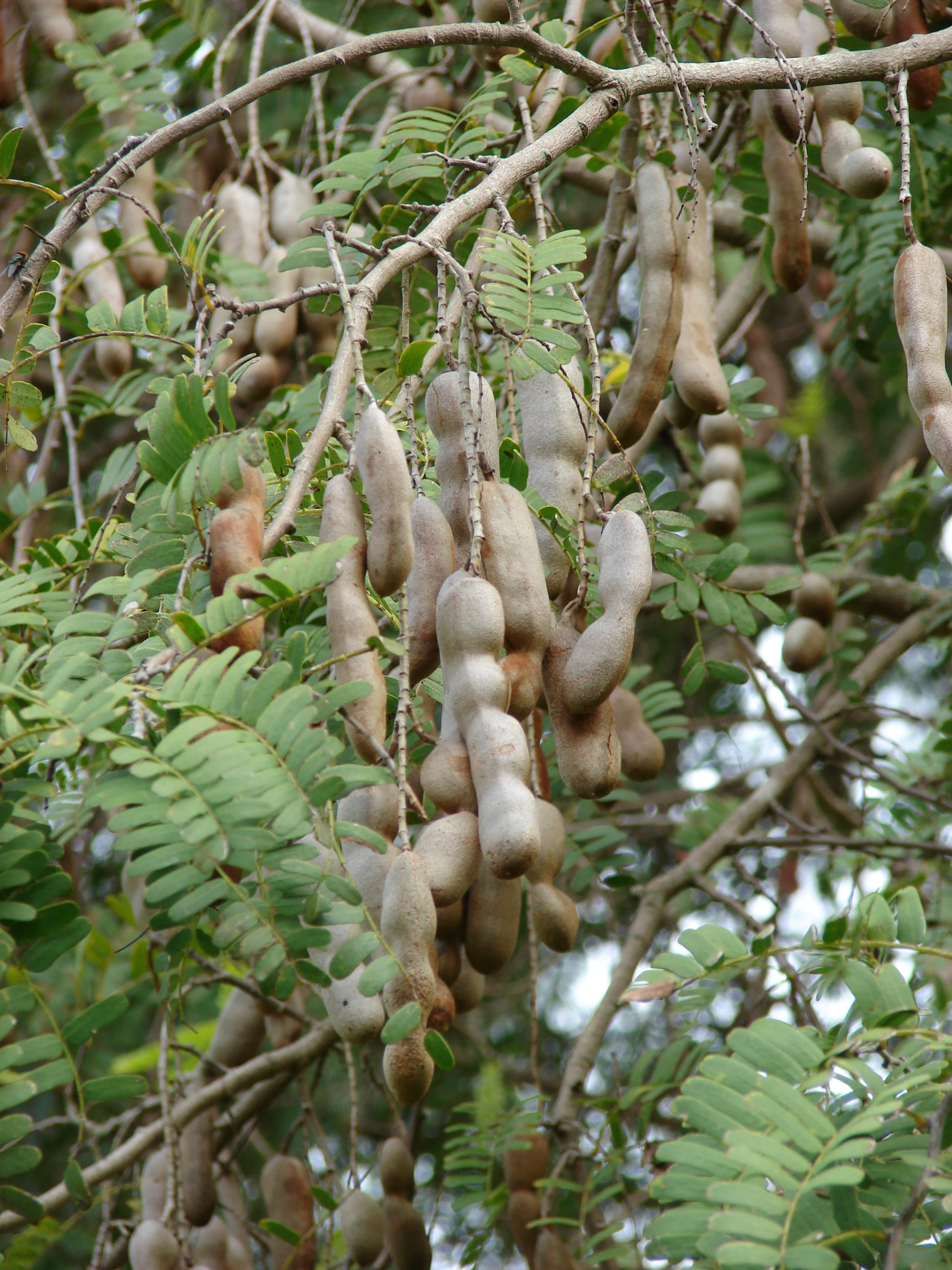
Plody tamarindu

## Význam
Dužnina plodů nebo přesněji dužnatý míšek obklopující semena slouží jako potravina. Má osvěžující kyselou až sladkokyselou chuť připomínající sušené švestky a vláknitou, málo šťavnatou konzistenci. Může se pojídat syrová, vařená nebo sušená, připravují se z ní povidla a zavařeniny, přísady do jídel i nápoje. Je například součástí známé worcestrové omáčky a různých omáček na steaky, stejně jako indických čatní. Ze semen se získává jedlý olej a po tepelné úpravě a odstranění tvrdého osemení jsou rovněž jedlá. Z endospermu semen je získávána guma používaná především v textilním průmyslu. Dřevo je tvrdé a těžké a je používáno na stavbu domů, výrobu zemědělského náčiní a nábytku. Strom je vysazován na mořských pobřežích, neboť má pevný kmen a dobře odolává větru. Tamarind je v tropech pěstován jako okrasná a stínící dřevina a také jako pouliční strom. Z Havaje a z Indie jsou známy exempláře 150 až 200 let staré.
Dužnina plodů tamarindu má využití i v medicíně při tišení horeček, při zácpě a proti kurdějím.
Je používána jako léčivo v Indii i v tropické Americe.